# 阿茲區
阿茲區 （Ards Borough Council；愛爾蘭語：Comhairle Baile na hArda；阿爾斯特蘇格蘭語：Burgh Cooncil o' the Airds, Newton an' Blathewick），是北愛爾蘭東南部的一個區，東臨北海峽，西靠斯特蘭福德潟湖。面積376 km²，2006年人口76,200人。區行政中心為紐頓納茲。

## 姐妹城市
- 美国亞利桑那州皮奧里亞